# Оружейный барон
«Оружейный барон» (англ. Lord of War — «Бог войны») — криминальная драма 2005 года, третий полнометражный фильм режиссёра Эндрю Никкола, в главных ролях Николас Кейдж, Джаред Лето, Бриджит Мойнахан и Итан Хоук. Фильм следует за Юрием Орловым, который незадолго до распада СССР занялся незаконной торговлей оружием и в конечном итоге стал хорошо известным и беспринципным торговцем оружием. Фильм был выпущен в прокат в США компанией LionsGate Films 16 сентября 2005 года, а на международном уровне - компанией Arclight Films. Кассовые сборы фильма составили 72,6 миллиона долларов.
Реакция критиков была неоднозначной. Многие издания высоко оценили вступительный эпизод, а также игру Кейджа в роли Юрия. Другие раскритиковали фильм за отсутствие внимания к персонажу Юрия.
Фильм был официально одобрен Amnesty International, так как показывал опасность торговли оружием. В начале фильма звучит Buffalo Springfield — «For What It's Worth». Слоган: «Главное правило торговца оружием — не быть застреленным из своего же товара» .
В мае 2023 года был анонсирован сиквел.

## Сюжет
Фильм рассказывает историю эмигранта из СССР (город Одесса), который превратился в крупнейшего контрабандиста стрелкового оружия. Родители главного героя Юрия Орлова (Николас Кейдж) (как поясняет сам герой кинофильма его фамилия из пяти букв – скорее псевдоним) притворились евреями, бежали в США в конце 1970-х годов и обосновались в Нью-Йорке на Брайтон-Бич, открыв маленький ресторанчик кошерной пищи. Дети не рвались идти по родительским стопам, а пытались найти себе занятие посерьезней. Юрий, однажды увидев в ресторане исход перестрелки криминального авторитета и наёмных убийц, пришёл к мысли: самое выгодное, чем он может заняться — торговать оружием.
Главный герой начинает снабжать оружием местные преступные группировки. Юрий Орлов, опираясь на младшего брата Виталия (Джаред Лето), быстро завоёвывает своё место под солнцем и надеется в скором времени стать таким же, как его кумир в сфере торговли оружием британец Симеон Вайс. На международной выставке военной техники Юрий предлагает сотрудничество Симеону (Иэн Холм), но тот, считая бизнес Юрия недостойным его сотрудничества, с явным презрением отказывается.
В одной из крупных сделок очередной «клиент» Юрия пытается оплатить партию оружия несколькими килограммами чистого кокаина. Юрий не принимает предложение и получает пулевое ранение из проданного только что «клиенту» пистолета, после чего сразу же соглашается. Поспешно уехав с неудавшейся встречи вместе с раненным Юрием, Виталий после дегустации кокаина становится наркозависимым, из-за чего Юрий больше не может вести с ним дела и отправляет своего брата в клинику на лечение.
Примерно в это же время Юрий, мечтая заполучить любовь фотомодели Эвы Фонтейн (Бриджит Мойнахан), тратит свои сбережения на создание образа честного состоятельного предпринимателя: выкупает все номера в гостинице, куда под надуманным предлогом провести фотосессию приглашает Эву; арендует дорогой автомобиль и частный самолет. План срабатывает, и Юрий женится на Эве, у них рождается сын Николай.
Распад СССР в 1991 году дает Юрию свободу для ведения бизнеса и совершения крупных закупок оружия для последующего экспорта в страны третьего мира. В 1992 году Орлов летит в Украину, где получает доступ к военным складам бывшей Советской Армии через генерал-лейтенанта Дмитрия Волкова - своего дядю. Ему удаётся нелегально купить партию оружия, состоящую из 30 тысяч АК-47 с патронами, эскадрилью новых вертолётов Ми-24А и нескольких контейнеров с РПГ-7. При погрузке купленной партии оружия на зафрахтованный корабль Юрий становится свидетелем отказа Дмитрия от сотрудничества с Симеоном Вайсом, который прибыл в Одессу, чтобы наладить поставки оружия. Тепло попрощавшись с дядей, Юрий, в качестве благодарности, дарит ему новый автомобиль. Однако автомобиль оказался заминирован (предположительно людьми Вайса), и взорвался с генералом Волковым внутри.
Спустя некоторое время, при перевозке оружия в Либерию, самолёт Орлова, с грузом оружия для диктатора Андре Батисты (Имонн Уокер), настигает истребитель Интерпола. Однако, несмотря на требование пилота истребителя проследовать на посадку в аэропорт, самолёт Орлова приземляется на грунтовом шоссе в Сьерра-Леоне. Чтобы скрыть улики от агентов Интерпола Орлов раздаёт всё перевозимое оружие местным жителям. Прибывший на место спецагент Джек Валентайн (Итан Хоук), увидев, что улик нет, всё же арестовывает Юрия на 24 часа и оставляет на том же месте, закованным в наручники. После освобождения Юрий, обессилев, добирается до гостиницы, где обнаруживает диктатора Батисту и связанного Симеона Вайса в качестве «подарка». Заявив, что Симеон планировал занять место Юрия, Андре предлагает ему убить его лично. Получив отказ от Юрия, Батиста убивает Симеона, вложив пистолет в руку Юрию, несмотря на колебания последнего.
Тем временем, спецагент Валентайн продолжает искать улики через семейство Орловых в США. Встретившись с женой Юрия, он пытается выяснить у неё информацию про «бизнес» мужа, но поняв, что Эва не в курсе всего происходящего уходит, оставляя за ней слежку. Сама Эва, после разговора с агентом, обвиняет Юрия во лжи и участии в «кровавом» бизнесе. После откровенного разговора ей удаётся убедить мужа прекратить торговлю оружием. Однако спустя полгода Юрия навещает Андре Батиста, предлагая вновь наладить сотрудничество, но услышав отказ Орлова, лишь отдаёт ему в руки очередной платёж за партию оружия — крупный алмаз. Юрий, понимая, что у него нет выхода, возвращается в бизнес. Эва, проследив за ним, обнаруживает тайник с оружием, паспортами и другими свидетельствами деятельности Юрия.
2001 год. Политическая обстановка в мире накаляется, в африканских республиках учащаются гражданские войны. Юрий, понимая, что в одиночку ему будет трудно справляться с бизнесом, вновь обращается за помощью к своему брату. В ходе сделки на границе республики Камерун, Виталий  понимает, что проданная Юрием партия оружия будет применена для убийства местных мирных жителей, расположившихся в гуманитарных лагерях ООН. Он пытается отговорить брата от сделки, но не получив  поддержки с его стороны, в попытке уничтожить «товар», убивает Батисту-младшего и подрывает грузовик с боеприпасами с помощью гранаты, однако не успевает спастись, будучи растрелянным одним из конвоиров.
В это же время от Юрия Орлова уходит жена, забирая сына, а из-за смерти брата от него отказываются родители. При попытке перевоза тела Виталия в США в Аэропорту Нью-Йорка Юрия задерживает Бюро алкоголя, табака, огнестрельного оружия и взрывчатых веществ из-за найденной пули в теле Виталия. Однако его быстро освобождают, благодаря связям и парадоксальной истине, заключающейся в том, что Юрий Орлов, как и множество полулегальных торговцев оружием, необходим для правительств стран, чтобы организовывать теневую торговлю оружием. Юрий, в разговоре с агентом Интерпола, приводит в пример президента США, как главного торговца оружием, заявляя: «порой ему неудобно оставлять свои отпечатки пальцев на пушках». Оказавшись на свободе, Юрий продолжает свой бизнес.
В заключительном постскриптуме называются пять крупнейших мировых экспортёров оружия — США, Великобритания, Россия, Франция и Китай — все они являются постоянными членами Совета Безопасности ООН.

## В ролях
- Николас Кейдж — Юрий Орлов
- Джаред Лето — Виталий Орлов
- Бриджит Мойнахан — Эва Фонтейн
- Иэн Холм — Симеон Вайс
- Имонн Уокер — Андре Батист-ст.
- Самми Ротиби — Андре Батист-мл.
- Евгений Лазарев — генерал Дмитрий Волков
- Жан-Пьер Ншаньян — Анатолий Орлов
- Шак Тукманьян — Ирина Орлова
- Итан Хоук — Джек Валентайн
- Лия Кебеде — Фейт
- Танит Феникс — Кэнди
- Дэвид Харман и Нейл Твидл — полковник Оливер Соуторн (Южный, аллюзия на Оливер Норта)
- Константин Егоров — Алексей
- Вадим Добрин — Леонид

## Производство

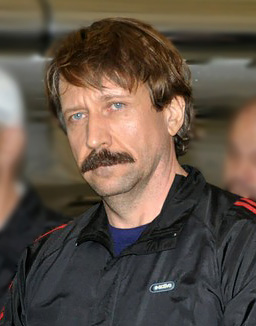
Виктор Бут в сопровождении сотрудников DEA 16 ноября 2010 года после выдачи США

Ни одна американская компания не захотела финансировать проект, поэтому фильм финансировали и производили европейские компании.
Съёмки проходили в ЮАР, Чехии и Нью-Йорке.
Съёмочная группа приобрела 3000 боевых CZ SA Vz.58, сыгравших роль советских АК, потому что они были дешевле, чем муляжи.
В картине были задействованы настоящие танки, принадлежавшие прежде чешской армии и предназначенные для продажи в Ливию.
Эндрю Никкол уверял, что консультантами в фильме выступили настоящие продавцы оружия.
Считается, что прототипом главного героя выступил международный торговец оружием Виктор Бут, осуждённый в США на 25 лет. Прототипом изображённого в фильме президента Либерии Андрэ Батиста частично послужил 22-й президент Либерии Чарльз Тейлор.